# Old Rhodes Key
Old Rhodes Key est une île de l'archipel des Keys située dans l'océan Atlantique au sud de la péninsule de Floride. Elle est située dans le parc national de Biscayne. Tout comme les autres keys, l'île dépend de l'État américain de Floride.